# Севастопольский художественный музей имени М. П. Крошицкого

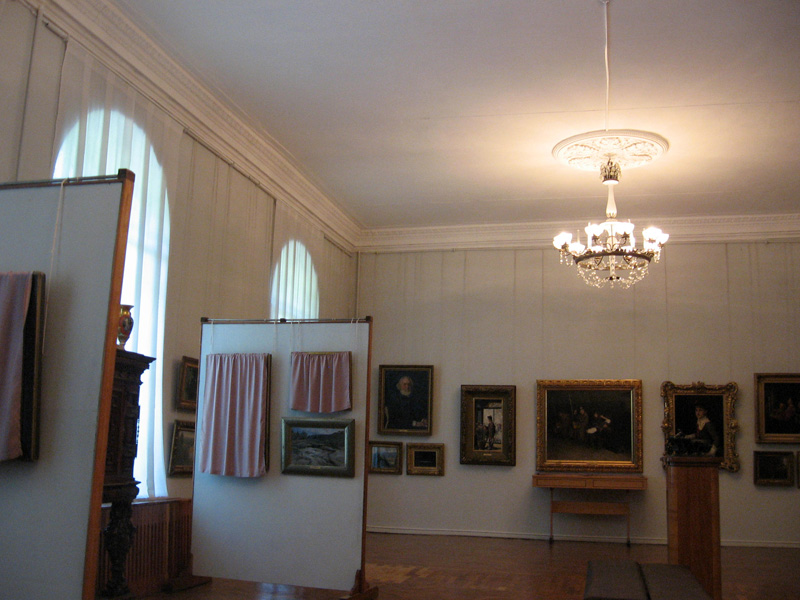
Музей Крошицкого, Русский зал

Севасто́польский худо́жественный музе́й был открыт под названием Севастопольской картинной галереи 6 ноября 1927 на основе части коллекции художественного музея Ялты, музеев Москвы и Петрограда. Адрес музея: Севастополь, проспект Нахимова, 9.

## История музея
Художественный музей Ялты был создан из частных коллекций Южного берега Крыма и летней императорской резиденции в Ливадийском дворце, национализированных в 1920 году, и предоставил наибольшую долю экспонатов новосозданной галереи. Первоначально коллекция насчитывала около 500 произведений.
В 1931 году было положено начало отделу советского искусства и был создан кабинет гравюры. В 1941 году, накануне начала Великой Отечественной войны экспозиция севастопольского музея насчитывала две с половиной тысячи произведений живописи, графики, скульптуры и декоративно-прикладного искусства. В период второй обороны Севастополя основная часть собрания была вывезена благодаря действиям директора картинной галереи М. П. Крошицкого; в то же время в галерее находилась часть экспозиции музея Черноморского флота, поскольку здание военно-исторического музея было разрушено. После окончания войны экспонаты Севастопольской картинной галереи находились в Симферополе, так как Севастополь был практически полностью разрушен, а здание музея сгорело. 5 ноября 1956 года Севастопольская галерея возобновила работу. С 1965 года получила название Севастопольский художественный музей, в 1991 году музею было присвоено имя Михаила Павловича Крошицкого.
С 1 июня 2018 года в связи с началом ремонтно-реставрационных работ здания по проспекту Нахимова, экспозиции в нём были закрыты. На период ремонтных работ со второй половины августа 2018 до 2020 года видоизменённая постоянная экспозиция работала по адресу Проспект Генерала Острякова, 70 (при кинотеатре "Москва", на 2-м этаже).
В начале XXI века в музее хранится свыше 8000 произведений, в их числе памятники Возрождения, картины «малых голландцев» и фламандских мастеров, работы французского искусства XVII—XVIII веков, образцы мейсенского фарфора и западноевропейской бронзы, полотна русских и украинских живописцев XIX века, произведения советского и современного искусства. В фонды музея поступили картины Э. А. Штейнберга (1882—1935, живописец, работавший в Севастополе в 1920-е годы) Д. С. Бисти (1925—1990, уроженец Севастополя, вице-президент Академии художеств СССР, народный художник России), евпаторийского баталиста Ю. В. Волкова (1921-1991), севастопольских художников Э. А. Арефьева(1934—1977), Н. В. Василенко (1933—1994) и других.